# Véronique Gens

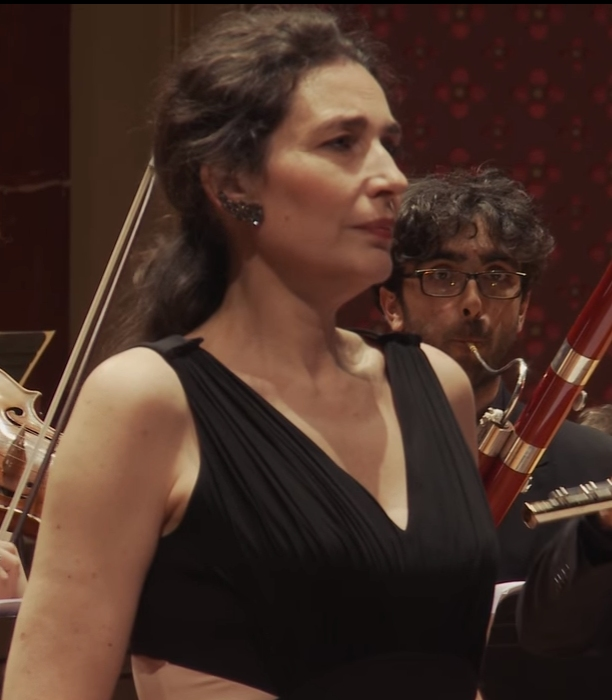
Veronique Gens tijdens een concert in 2015

Véronique Gens (Orléans, 19 april 1966) is een Franse sopraan.
Zij studeerde aan het Conservatoire van Parijs. Haar debuut was in 1986 bij Les Arts Florissants en William Christie. Zij begon haar carrière als zangeres van barokmuziek.
Zij brak door na haar optreden tijdens het Festival d'Aix-en-Provence in 1998 de rol van Donna Elvira in de opera van Mozart, Don Giovanni. Zij trad daarna op met vele orkesten en in diverse opera's, vooral opera's van Mozart maar ook muziekstukken van Händel en Bach. Later zong zij ook Franse liederen uit het eind van de 19e eeuw, zoals die van Reynaldo Hahn, Henri Duparc, Hector Berlioz en Ernest Chausson.
In opera's speelde zij onder ander de titelrol in Alceste van Gluck, Agathe in Der Freischütz, de titelrol in La belle Hélène, La Contessa die Almaviva in Le nozze di Figaro, de titelrol in Dido and Aeneas en nog meerdere malen Donna Elvira, onder andere in de Stopera in Amsterdam in mei 2016.
In februari 2016 werd zij tijdens een optreden onwel, na ziekenhuisbezoek werd bekendgemaakt dat de oorzaak lage bloeddruk was.

## Onderscheidingen
Gens is Ridder in de Franse Ordre des Arts et des Lettres en Ridder in de Légion d'honneur.
- Bibsys: 1019864
- Biblioteca Nacional de España: XX4769694
- Bibliothèque nationale de France: cb13931484z (data)
- CiNii: DA09745677
- Gemeinsame Normdatei: 12902967X
- International Standard Name Identifier: 0000 0001 2276 5344
- Library of Congress Control Number: n91042157
- Nationale Bibliotheek van Letland: 000039132
- MusicBrainz: e2537f31-7ff2-4110-833f-8af0fa95deaf
- Nationale Bibliotheek van Tsjechië: xx0013329
- Nationale bibliotheek van Australië: 35954395
- Nationale Bibliotheek van Israël: 987007437955905171
- Nationale en Universitaire bibliotheek Zagreb: 000516952
- Nederlandse Thesaurus van Auteursnamen: 104110783
- Réseau des bibliothèques de Suisse occidentale: 02-A003287626
- Système universitaire de documentation: 074792792
- Trove: 1161216
- Virtual International Authority File: 12494634
- WorldCat: E39PCjFpcMghKbjhQdK7yyrCkP